# ساختمان هوشمند

تجهیزات ساختمان هوشمند

یک ساختمان هوشمند ساختمانی است که در بر دارنده محیطی پویا و مقرون به صرفه به وسیلهٔ یکپارچه کردن چهار عنصر اصلی یعنی سامانه‌ها، ساختار، سرویس‌ها، مدیریت و رابطه میان آن‌ها است. به عبارت دیگر ساختمان هوشمند ساختمانی است که کلیه اجزای داخلی ان به واسطه‌ای یکپارچه و ایجاد منطقی سازگار با محیط در تعامل با یکدیگرند.
از سوی دیگر، مدیریت انرژی (EMS) می‌تواند در حدود ۱۰٪ تا ۳۰٪ کاهش هزینه و قیمت در پی‌داشته باشد. بازار جهانی خانه‌ها و ساختمان‌های هوشمند در چهار گروه بازار محصولات، بازار کاربر نهایی، بازار فناوری و بازار اپلیکیشن جا می‌گیرد.
هوشمند نمودن خانه‌ها به طور کلی  به دو بخش هوشمند سازی ساختمان غیر آماده و در حال ساخت و هوشمند سازی ساختمان های ساخته شده تقسیم می شود
با توجه به اینکه در ساختمان های ساخته شده تغییرات سخت تر است لذا از سیستم هوشمند بی سیم (wireless) بیشتر استفاده می گردد.
اما در ساختمان های در حال ساخت به دلیل وجود بستر مناسب از سیستم هوشمند سیمی استفاده می گردد.

## آیفون تصویری تحت شبکه
به کمک این آیفون ها در هر جا که حضور داشته باشید می توانید تصویر افراد پشت درب ساختمان را در داخل موبایل خود ببینید و اگر خواستید در را به روی آنها باز کنید.
این سیستم قابلیت صفحات لمسی قابل کنترل برای هوشمند سازی ساختمان را در اختیار ما قرار می دهد و همچنین سیستم آیفون معولی را نیز پوش می دهد.

## کلیدهای لمسی هوشمند
کلید های مدرن کنترل خانه هوشمند جایگزین کلید های سنتی در خانه هوشمند شما می شوند.
این کلید های دارای انواع مدل های با سیم و بی سیم هستند و برخی مدل ها دارای پردازنده اختصاصی در داخل سخت افزار کلید می باشند.
این کلید ها علاوه بر قابلیت کنترل و تنظیم سرمایش و گرمایش و روشنایی به صورت لمسی ، قابلیت کنترل از طریق اینترنت را نیز دارا می باشد.

## اپلیکیشن هوشمند سازی ساختمان
این اپلیکیشن که در اختیار کاربران خانه هوشمند قرار می گیرد می تواند کلیه سیستم های مورد نظر کاربر را چه در داخل خانه و چه در خارج از خانه ، از طریق موبایل کنترل و مانیتور کرد.
این نرم افزار برای انواع نسخه های سیستم عامل ارائه شده و قابلیت نصب بر روی انواع موبایل های اندروید و IOS را دارا می باشند.

## سامانه‌های EMS و کاربری‌های مختلف
EMSها سامانه‌های کنترلی هستند که با تنظیم عملکرد ساعتی و دوره‌ای تجهیزات از اتلاف انرژی جلوگیری می‌نماید. به این معنا که زمان و محدودهٔ خاموش و روشن شدن دستگاه‌ها را با توجه به داده‌های از پیش تعیین شده‌ای بر اساس یک سامانهٔ یکتا و به کمک ساعت‌های کنترلی تنظیم می‌کند.

## کاهش هزینه زندگی
در طراحی سامانه با توجه به اختیاراتی که وجود دارد، ابتدا باید به ارزیابی هزینه‌های جاری پرداخت. در این مورد باید به بازدهی مصرف انرژی و صرفه جویی ان توجه داشت. محل و جهت ساختمان، ثبات دما، تأثیر باد، اب و هوا، روشنایی و تهویهٔ طبیعی اهمیت زیادی دارند. در ساختمان‌هایی که مصرف بالای انرژی دارند باید حتماً یک آنالیز بر روی هزینهٔ دوره‌ای زندگی انجام شود و بر این اساس به طراحی اصولی پرداخت که در واقع تأثیر مستقیم بر هزینه‌ها دارند.

## تعمیر و نگهداری ساختمان
یکی از کاربردهای سنسورهای استفاده شده در ساختمان‌های هوشمند را می‌توان تعامل این سنسورها با مدل‌سازی اطلاعات ساختمان (یا استفاده هم‌زمان با سیستم اسکن لیزری) جهت بررسی وضعیت کنونی ساختمان و تصمیم‌گیری جهت انجام عملیات تعمیر و نگهداری و برنامه‌ریزی برای تعمیر و نگهداری پیشگیرانه در ساختمان نام برد. هوشمندسازی ساختمان‌ها باعث بالا رفتن سطح ایمنی آن‌ها نیز می‌شود.

## تجهیزات هوشمند سازی ساختمان
تجهیزات هوشمندسازی ساختمان شامل مجموعه‌ای از دستگاه‌ها و سیستم‌هایی است که برای مدیریت و کنترل خودکار بخش‌های مختلف یک ساختمان (مانند روشنایی، تهویه، امنیت، و غیره) به کار می‌روند. این تجهیزات با استفاده از فناوری‌هایی مانند اینترنت اشیاء (IoT)، پروتکل‌های ارتباطی (مانند KNX، BACnet، ZigBee، WiFi) و نرم‌افزارهای کنترلی، امکان مدیریت یکپارچه و از راه دور را فراهم می‌کنند. در ادامه به برخی از مهم‌ترین تجهیزات هوشمندسازی ساختمان اشاره می‌کنم:

### ۱. تجهیزات کنترلی و مرکزی
- تاچ‌پنل هوشمند: پنل‌های لمسی مرکزی برای مدیریت تمام سیستم‌های هوشمند (روشنایی، پرده، تهویه و غیره).
- هاب یا کنترلر مرکزی: دستگاهی که تمام تجهیزات هوشمند را به هم متصل کرده و امکان کنترل از طریق اپلیکیشن یا دستیارهای صوتی (مانند گوگل، الکسا یا سیری) را فراهم می‌کند.
- ریموت‌های هوشمند: برای کنترل بی‌سیم تجهیزات از راه دور.

### ۲. سیستم‌های روشنایی هوشمند
- کلیدهای هوشمند: جایگزین کلیدهای سنتی، با قابلیت کنترل از راه دور و تنظیم شدت نور (دیمر).
- نوارهای LED هوشمند: برای نورپردازی تزئینی با قابلیت تغییر رنگ و کنترل از طریق اپلیکیشن.
- سنسورهای نور: برای تنظیم خودکار روشنایی بر اساس نور محیط.

### ۳. سیستم‌های تهویه و دمای هوشمند
- ترموستات هوشمند: تنظیم دما و رطوبت به صورت خودکار یا از راه دور برای صرفه‌جویی در انرژی.
- فن‌کویل‌ها و سیستم‌های تهویه مطبوع: کنترل هوشمند جریان هوا و دما در ساختمان.

### ۴. سیستم‌های امنیتی هوشمند
- قفل‌های هوشمند: جایگزین قفل‌های سنتی با قابلیت باز شدن از طریق اپلیکیشن، کارت یا اثر انگشت.
- دوربین‌های امنیتی هوشمند: نظارت از راه دور با قابلیت اتصال به اپلیکیشن.
- سنسورهای حرکتی و حضور: تشخیص حرکت برای روشنایی خودکار یا هشدار امنیتی.
- دتکتورهای دود و گاز: برای تشخیص و هشدار در مواقع خطر.

### ۵. پرده‌ها و کرکره‌های هوشمند
- پرده‌های برقی که با اپلیکیشن، ریموت یا بر اساس نور محیط باز و بسته می‌شوند.

### ۶. سیستم‌های صوتی و تصویری هوشمند
- اسپیکرهای سقفی و سیستم‌های صوتی: پخش موسیقی در بخش‌های مختلف ساختمان با کنترل مرکزی.
- پنل‌های صوتی دیواری: برای کنترل رسانه‌ها و اتصال به دستیارهای صوتی.

### ۷. سنسورها و ماژول‌ها
- سنسورهای دما و رطوبت: برای پایش شرایط محیطی.
- سنسورهای نشت آب و گاز: برای جلوگیری از حوادث.
- ماژول‌های WiFi و RF: برای اتصال بی‌سیم تجهیزات.

### ۸. تجهیزات مدیریت انرژی
- سیستم‌های کنترلی موتورخانه: بهینه‌سازی مصرف انرژی در سیستم‌های گرمایشی و سرمایشی.
- پنل‌های خورشیدی هوشمند: برای تولید و مدیریت انرژی تجدیدپذیر.

### ۹. تجهیزات آبیاری هوشمند
- سیستم‌های آبیاری خودکار برای باغچه‌ها و فضاهای سبز با کنترل از راه دور.

### پروتکل‌های ارتباطی
تجهیزات هوشمندسازی از پروتکل‌های مختلفی مانند KNX، BACnet، ZigBee، WiFi و Z-Wave استفاده می‌کنند. پروتکل‌های سیمی (مانند KNX) پایداری بیشتری دارند، اما پروتکل‌های بی‌سیم (مانند WiFi و ZigBee) نصب آسان‌تر و هزینه کمتری دارند.

## نمونه‌ها
- جزیره کریستال